# アレン・スマイラギッチ
アレン・スマイラギッチ (セルビア語: Ален Смаилагић, ラテン文字転写: Alen Smailagić, 2000年8月21日 - )は、セルビア・ベオグラード出身のバスケットボール選手。ポジションはPF。

## 来歴

### KKベコ・ベオグラード(2017-2018)
2012年に地元のKKベコと契約。2017年にユースチームに昇格。2017-18シーズンはユースリーグで19試合の出場で21.7得点11.1リバウンド1.9ブロックショットを記録し、ユースリーグのMVPに選出された。更に同シーズン途中までトップチームに昇格。15.9得点5.0リバウンド2.1ブロックショットを記録。

### NBA(2018-2021)
2018年夏、スマイラギッチはNBAでのプレーを目指す為に渡米し、NBAゲータレード・リーグ (Gリーグ)のドラフトへのエントリーを表明。ドラフトでは全体4位でサウスベイ・レイカーズに指名された後、権利がサンタクルーズ・ウォリアーズに移動。当時18歳でGリーグで指名された最年少選手となった。Gリーグ1年目の2018-19シーズンは9.1得点4リバウンドを記録。
2019年のNBAドラフトでは39位でニューオーリンズ・ペリカンズから指名され、ドラフト会議開催日当日に、将来のドラフト2巡目指名権との交換で交渉権がゴールデンステート・ウォリアーズに移動。Gリーグ経験者ではタナシス・アデトクンボ、チュクゥディエベレ・マドゥアバムに次ぐ3人目のNBAドラフトでの指名となった。
2019年12月27日のフェニックス・サンズ戦でNBAデビュー。首脳陣から好印象を与えられたとも言われたが、ルーキーシーズンは15試合4.2得点1.9リバウンド、2020-21シーズンも負傷に悩まされ、14試合1.9得点1.1リバウンドに終わり、2021年8月5日に解雇された。

### ヨーロッパ復帰(2021-)

#### KKパルチザン(2021-2024)
2021年8月7日、KKパルチザンと3年契約を締結。母国リーグで再出発することになった。

#### BCジャルギリス(2024-2025)
2024年6月28日、ユーロリーグとLKLに所属するBCジャルギリスへ1年契約(プラス1年追加のオプション付き)で加入すると発表された。
2025年7月9日、ユーロリーグとLBAに所属するヴィルトゥス・ボローニャへの加入が発表された。契約期間は2年。